# Championnat du Guatemala de football
Le championnat du Guatemala de football, aussi appelé Liga Nacional de Guatemala ou Liga Mayor "A", est le championnat de football professionnels guatémaltèque le plus important du pays. Il a été créé en 1942 et se joue sous la forme de deux tournois semestriels appelée Apertura et Clausura.
Le CSD Comunicaciones est le club qui a remporté le plus de titres de Liga Nacional (31), et il détient également le record du nombre de victoires consécutives (6).

## Histoire
La première compétition professionnelle de football du Guatemala apparait en 1942 et succède à la Liga Capitalina qui était un tournoi amateur organisé dans la capitale du pays et que l'on considère comme championnat national. Lors de la saison 1942-43, sept équipes se sont affrontées à quatre reprises pour remporter le titre. À la fin de la saison, trois équipes, le CSD Municipal, le Tipografía Nacional, et le Guatemala FC ont terminé ex æquo à la première place. Une phase de play-off a été organisée entre les trois clubs pour désigner le vainqueur, et c'est le CSD Municipal qui remporta le premier titre national du Guatemala.
Une modification majeure est intervenue lors de la dernière décennie; en effet, à partir de 1999 et en prenant exemple sur leurs voisins mexicains, les saisons ont été divisées en deux tournois saisonniers sacrant chacun un champion du Guatemala. Ces deux tournois sont appelés Apertura et Clausura. Le CSD Municipal est la formation ayant le mieux tiré profit de ce nouveau format en remportant 13 titres de champion depuis son instauration.

## Évolution du règlement
Le nombre d'équipes, sept à l'origine, n'a pas cessé d'augmenter au cours des saisons pour se stabiliser à douze équipes lors de ces dernières années.

## Qualification pour les tournois internationaux
Depuis 2007 et la dernière édition de la Copa Interclubes UNCAF, les clubs du Guatemala ne peuvent se qualifier que pour une seule compétition internationale.
Les champions de chaque tournoi Apertura et Clausura sont qualifiés pour la Ligue des champions de la CONCACAF.
À partir de la saison 2016-2017, un troisième club guatémaltèque se qualifie également pour la compétition.

## Clubs de la saison 2022-2023
| Club                              | Ville                     | Titres | Stade                                          | Capacité |
| Deportivo Achuapa (es)            | El Progreso               | 0      | Stade municipal Manuel Ariza                   | 1 500    |
| Antigua GFC                       | Ciudad de Guatemala       | 4      | Stade Pensativo                                | 9 000    |
| Cobán Imperial                    | Cobán                     | 2      | Stade Verapaz                                  | 8 000    |
| CSD Comunicaciones                | Ciudad de Guatemala       | 31     | Stade Cementos Progreso                        | 17 000   |
| Deportivo Guastatoya              | Guastatoya                | 3      | Stade David Cordón Hichos (es)                 | 3 500    |
| Deportivo Iztapa (en)             | Iztapa                    | 0      | Stade Municipal Morón                          | 3 000    |
| Deportivo Malacateco              | Malacatán                 | 1      | Stade Santa Lucía                              | 7 000    |
| CSD Municipal                     | Ciudad de Guatemala       | 31     | Stade Manuel Felipe Carrera                    | 10 000   |
| CSD Sacachispas (es)              | Chiquimula                | 0      | Stade Las Victorias                            | 9 500    |
| Deportivo Sanarate (en)           | Sanarate                  | 0      | Stade municipal                                | 4 000    |
| FC Santa Lucía Cotzumalguapa (es) | Santa Lucía Cotzumalguapa | 1      | Stade municipal Santa Lucía Cotzumalguapa (es) | 9 000    |
| Xelaju MC                         | Quetzaltenango            | 6      | Stade Mario Camposeco                          | 11 000   |

### Localisation géographique des clubs
| Ciudad de Guatemala: Antigua Comunicaciones Municipal Ciudad de Guatemala Malacateco Xelaju Santa Lucía Guastatoya Cobán Imperial Sanarate Iztapa Sacachispas Achuapa |

## Palmarès

### Palmarès de laLiga Capitalina
| Saison | Vainqueur              | Finaliste              |
| 1919   | Allies                 | Hércules               |
| 1920   | CSD Hércules           | España                 |
| 1922   | Allies                 | Deportivo Alemán       |
| 1923   | La Joya                | Allies                 |
| 1924   | Escuela de Medicina    | -                      |
| 1925   | La Joya                | -                      |
| 1926   | Escuela de Medicina    | -                      |
| 1927   | CSD Hércules           | -                      |
| 1928   | Escuela de Medicina    | -                      |
| 1929   | Escuela de Medicina    | -                      |
| 1930   | Universidad            | -                      |
| 1931   | Universidad            | -                      |
| 1932   | Guatemala FC           | -                      |
| 1933   | Escuela de Politehnica | -                      |
| 1934   | Escuela de Politehnica | -                      |
| 1935   | Cibeles                | -                      |
| 1936   | Cibeles                | -                      |
| 1937   | Quetzal                | -                      |
| 1938   | Tipografia Nacional    | Deportivo Municipal    |
| 1939   | Tipografia Nacional    | América Quetzaltenango |
| 1940   | Tipografia Nacional    | -                      |
| 1941   | Guatemala FC           | -                      |

### Palmarès du championnat professionnel
| Saison                 | Vainqueur                      | Score             | Finaliste               | Meilleur buteur                                                             | Notes                                                  |
| Championnat saisonnier |                                |                   |                         |                                                                             |                                                        |
| 1942-1943              | CSD Municipal                  | -                 | Tipografía Nacional     | Carlos Toledo (15 buts)                                                     |                                                        |
| 1943-1944              | Tipografía Nacional            | -                 | CSD Municipal           | Carlos Toledo (10 buts)                                                     |                                                        |
| 1944-1945              | Tipografía Nacional            | -                 | CSD Municipal           | Carlos Toledo (18 buts)                                                     |                                                        |
| 1947-1948              | CSD Municipal                  | -                 | CSD España              | Carlos Toledo (26 buts)                                                     |                                                        |
| 1950-1951              | CSD Municipal                  | -                 | CSD Comunicaciones      | Augusto Espinosa (15 buts)                                                  |                                                        |
| 1952-1953              | Tipografía Nacional            | -                 | CSD Comunicaciones      | Isauro Orozco (13 buts)                                                     |                                                        |
| 1954-1955              | CSD Municipal                  | -                 | CSD Comunicaciones      | Jorge Víckers (23 buts)                                                     |                                                        |
| 1956-1957              | CSD Comunicaciones             | -                 | Universidad SC          | Oscar Estrada (13 buts)                                                     |                                                        |
| 1957-1958              | CSD Comunicaciones             | -                 | CSD Municipal           | Alfredo Pérez (13 buts)                                                     |                                                        |
| 1959-1960              | CSD Comunicaciones             | -                 | CSD Municipal           | Hugo Peña (32 buts)                                                         |                                                        |
| 1961-1962              | Xelaju MC                      | -                 | CSD Comunicaciones      | Ricardo Clark (23 buts)                                                     |                                                        |
| 1963-1964              | CSD Municipal                  | -                 | Xelaju MC               | Tomás Gamboa (17 buts)                                                      |                                                        |
| 1964-1965              | Aurora FC                      | -                 | CSD Municipal           | Carlos Herrera (17 buts)                                                    |                                                        |
| 1965-1966              | CSD Municipal                  | -                 | CSD Comunicaciones      | Hugo Peña (14 buts)                                                         |                                                        |
| 1966-1967              | Aurora FC                      | -                 | Xelaju MC               | Hugo Peña (24 buts)                                                         |                                                        |
| 1967-1968              | Aurora FC                      | -                 | CSD Municipal           | Martín Charles (16 buts) Juan Reyes (16 buts)                               |                                                        |
| 1968-1969              | CSD Comunicaciones             | -                 | Aurora FC               | Hernán Godoy (18 buts)                                                      |                                                        |
| 1969-1970              | CSD Municipal                  | -                 | Aurora FC               | Pinasco (12 buts)                                                           |                                                        |
| 1970-1971              | CSD Comunicaciones             | -                 | Aurora FC               | Réne Arturo Morales (13 buts)                                               |                                                        |
| Championnat annuel     |                                |                   |                         |                                                                             |                                                        |
| 1971                   | CSD Comunicaciones             | -                 | Aurora FC               | Héctor Tambasco (14 buts)                                                   |                                                        |
| 1972                   | CSD Comunicaciones             | -                 | CSD Municipal           | Selvin Pennant (17 buts) Jurandir Dos Santos (17 buts)                      |                                                        |
| 1973                   | CSD Municipal                  | -                 | Aurora FC               | Selvin Pennant (17 buts)                                                    |                                                        |
| 1974                   | CSD Municipal                  | -                 | Aurora FC               | Julio César Anderson (17 buts)                                              |                                                        |
| 1975                   | Aurora FC                      | -                 | CSD Comunicaciones      | Julio César Anderson (33 buts) Selvin Pennant (33 buts)                     |                                                        |
| 1976                   | CSD Municipal                  | -                 | CSD Comunicaciones      | Julio César Anderson (17 buts)                                              |                                                        |
| 1977                   | CSD Comunicaciones             | -                 | CSD Municipal           | Oscar Sánchez (41 buts)                                                     |                                                        |
| 1978                   | Aurora FC                      | -                 | CSD Comunicaciones      | Oscar Sánchez (27 buts)                                                     |                                                        |
| 1979                   | CSD Comunicaciones             | -                 | Cobán Imperial          | Oscar Sánchez (22 buts)                                                     |                                                        |
| 1980                   | Xelaju MC                      | -                 | Juventud Retalteca      | René Arturo Morales (17 buts)                                               |                                                        |
| 1981                   | CSD Comunicaciones             | -                 | Xelaju MC               | Ricardo Carreño (23 buts)                                                   |                                                        |
| 1982                   | CSD Comunicaciones             | -                 | Deportivo Suchitepéquez | Rubén Paredes (17 buts)                                                     |                                                        |
| 1983                   | Deportivo Suchitepéquez        | -                 | CSD Comunicaciones      | Jorge Rivaga (21 buts)                                                      |                                                        |
| 1984                   | Aurora FC                      | -                 | Deportivo Suchitepéquez | José Luis González (24 buts)                                                |                                                        |
| 1985                   | CSD Comunicaciones             | -                 | Juventud Retalteca      | Alberto Ramírez (14 buts)                                                   |                                                        |
| 1986                   | Aurora FC                      | -                 | Galcasa FC              | Raúl Chacón (15 buts)                                                       |                                                        |
| 1987                   | CSD Municipal                  | -                 | Aurora FC               | Edwin Whestphal (21 buts)                                                   |                                                        |
| 1988                   | CSD Municipal                  | -                 | Aurora FC               | José Luis González (17 buts)                                                |                                                        |
| 1989                   | CSD Municipal                  | -                 | Deportivo Suchitepéquez | Marcelo Ferreira (19 buts)                                                  |                                                        |
| Championnat saisonnier |                                |                   |                         |                                                                             |                                                        |
| 1990-1991              | CSD Comunicaciones             | -                 | CSD Municipal           | Roderico Méndez (22 buts)                                                   |                                                        |
| 1991-1992              | CSD Municipal                  | -                 | CSD Comunicaciones      | Edwin Whestphal (21 buts)                                                   |                                                        |
| 1992-1993              | Aurora FC                      | -                 | CSD Comunicaciones      | José Luis Cardozo (18 buts)                                                 |                                                        |
| 1993-1994              | CSD Municipal                  | -                 | Juventud Escuintleca    | Edwin Whestphal (21 buts)                                                   |                                                        |
| 1994-1995              | CSD Comunicaciones             | -                 | Aurora FC               | Milton Nuñez (22 buts)                                                      |                                                        |
| 1995-1996              | Xelaju MC                      | -                 | CSD Comunicaciones      | Néstor Raúl Pereira (15 buts) Juan Carlos Plata (15 buts)                   |                                                        |
| 1996-1997              | CSD Comunicaciones             | -                 | Aurora FC               | Néstor Raúl Pereira (18 buts)                                               |                                                        |
| 1997-1998              | CSD Comunicaciones             | -                 | Cobán Imperial          | Danny Aguilar (17 buts)                                                     |                                                        |
| 1998-1999              | CSD Comunicaciones             | -                 | CSD Municipal           | Rudy Ramírez (19 buts)                                                      |                                                        |
| Championnat semestriel |                                |                   |                         |                                                                             |                                                        |
| Apertura 1999          | CSD Comunicaciones             | -                 | CSD Municipal           | Rudy Ramírez (20 buts)                                                      |                                                        |
| Clausura 2000          | CSD Municipal                  | -                 | CSD Comunicaciones      | Rolando Fonseca (20 buts)                                                   |                                                        |
| Apertura 2000          | CSD Municipal                  | -                 | CSD Comunicaciones      | Nicolás López (16 buts)                                                     |                                                        |
| Clausura 2001          | CSD Comunicaciones             | -                 | Antigua GFC             | Aníbal Trujillo (13 buts)                                                   |                                                        |
| Apertura 2001          | CSD Municipal                  | -                 | Cobán Imperial          | Regilson Soares (15 buts)                                                   |                                                        |
| Clausura 2002          | CSD Municipal                  | -                 | CSD Comunicaciones      | Guillermo Ramírez (18 buts)                                                 |                                                        |
| Apertura 2002          | CSD Comunicaciones             | -                 | CSD Municipal           | Edgar Arriaza (10 buts)                                                     |                                                        |
| Clausura 2003          | CSD Comunicaciones             | -                 | Cobán Imperial          | Diego Latorre (11 buts)                                                     |                                                        |
| Apertura 2003          | CSD Municipal                  | -                 | CSD Comunicaciones      | Erwin Godoy (12 buts)                                                       |                                                        |
| Clausura 2004          | Cobán Imperial                 | -                 | CSD Municipal           | Fernando Garracino (13 buts)                                                |                                                        |
| Apertura 2004          | CSD Municipal                  | -                 | CSD Comunicaciones      | Edwin Villatoro (16 buts)                                                   |                                                        |
| Clausura 2005          | CSD Municipal                  | -                 | Deportivo Suchitepéquez | Israel de Souza (12 buts)                                                   |                                                        |
| Apertura 2005          | CSD Municipal                  | -                 | CSD Comunicaciones      | Juan Carlos Plata (15 buts)                                                 |                                                        |
| Clausura 2006          | CSD Municipal                  | -                 | Deportivo Marquense     | Juan Carlos Plata (11 buts)                                                 |                                                        |
| Apertura 2006          | CSD Municipal                  | -                 | CSD Comunicaciones      | Israel de Souza (14 buts)                                                   |                                                        |
| Clausura 2007          | Xelaju MC                      | -                 | Deportivo Marquense     | César Alegría (15 buts)                                                     |                                                        |
| Apertura 2007          | CD Jalapa                      | -                 | Deportivo Suchitepéquez | Adrián Apellaniz (14 buts)                                                  |                                                        |
| Clausura 2008          | CSD Municipal                  | -                 | CSD Comunicaciones      | Freddy García (12 buts)                                                     |                                                        |
| Apertura 2008          | CSD Comunicaciones             | -                 | CSD Municipal           | Adrián Apellaniz (10 buts)                                                  |                                                        |
| Clausura 2009          | CD Jalapa                      | -                 | CSD Municipal           | Carlos González (10 buts)                                                   |                                                        |
| Apertura 2009          | CSD Municipal                  | -                 | CSD Comunicaciones      | Henry Hernández (19 buts)                                                   |                                                        |
| Clausura 2010          | CSD Municipal                  | -                 | Xelaju MC               | Rolando Fonseca (15 buts)                                                   |                                                        |
| Apertura 2010          | CSD Comunicaciones             | -                 | CSD Municipal           | Guillermo Ramírez (13 buts) Henry Hernández (13 buts) Andy Herron (13 buts) |                                                        |
| Clausura 2011          | CSD Comunicaciones             | 6-0               | CSD Municipal           | Óscar Isaula (7 buts)                                                       |                                                        |
| Apertura 2011          | CSD Municipal                  | 4-0               | CSD Comunicaciones      | Juan Valenzuela (10 buts) Henry Hernández (10 buts)                         |                                                        |
| Clausura 2012          | Xelaju MC                      | 3-2               | CSD Municipal           | Henry Hernández (16 buts)                                                   |                                                        |
| Apertura 2012          | CSD Comunicaciones             | 4-0               | CSD Municipal           |                                                                             |                                                        |
| Clausura 2013          | CSD Comunicaciones             | 2-1               | CD Heredia              |                                                                             |                                                        |
| Apertura 2013          | CSD Comunicaciones             | 3-3               | CD Heredia              | Israel Silva (14 buts)                                                      | Victoire aux tirs au but : 4-3                         |
| Clausura 2014          | CSD Comunicaciones             | 2-0               | CSD Municipal           | Oscar Isaula (20 buts)                                                      |                                                        |
| Apertura 2014          | CSD Comunicaciones             | 3-2               | CSD Municipal           | Carlos Ruiz (12 buts) Wilber Pérez (12 buts)                                |                                                        |
| Clausura 2015          | CSD Comunicaciones             | 4-3               | CSD Municipal           |                                                                             |                                                        |
| Apertura 2015          | Antigua GFC                    | 3-2               | Deportivo Guastatoya    |                                                                             |                                                        |
| Clausura 2016          | Deportivo Suchitepéquez        | 4-2               | CSD Comunicaciones      |                                                                             |                                                        |
| Apertura 2016          | Antigua GFC                    | 2-2               | CSD Municipal           |                                                                             | Victoire aux tirs au but : 5-4                         |
| Clausura 2017          | CSD Municipal                  | 2-0               | Deportivo Guastatoya    |                                                                             |                                                        |
| Apertura 2017          | Antigua GFC                    | 3-2               | CSD Municipal           |                                                                             |                                                        |
| Clausura 2018          | Deportivo Guastatoya           | 3-1               | Xelaju MC               |                                                                             |                                                        |
| Apertura 2018          | Deportivo Guastatoya           | 3-2               | CSD Comunicaciones      |                                                                             |                                                        |
| Clausura 2019          | Antigua GFC                    | 2-0               | Deportivo Malacateco    |                                                                             |                                                        |
| Apertura 2019          | CSD Municipal                  | 3-2               | Antigua GFC             | Ramiro Rocca (16 buts)                                                      |                                                        |
| Clausura 2020          | Titre non décerné              | Titre non décerné | Titre non décerné       |                                                                             | Tournoi abandonné en raison de la pandémie de Covid-19 |
| Apertura 2020          | Deportivo Guastatoya           | 3-2               | CSD Municipal           | Ramiro Rocca (21 buts)                                                      |                                                        |
| Clausura 2021          | Santa Lucía Cotzumalguapa (es) | 6-5               | Comunicaciones FC       |                                                                             |                                                        |
| Apertura 2021          | Deportivo Malacateco           | 2-0               | Comunicaciones FC       | Eduardo Rotondi (15 buts)                                                   |                                                        |
| Clausura 2022          | Comunicaciones FC              | 2-0               | CSD Municipal           | Isaac Acuña (12 buts)                                                       |                                                        |
| Apertura 2022          | Cobán Imperial                 | 1-0               | Antigua GFC             |                                                                             |                                                        |
| Clausura 2023          | Xelaju MC                      | 3-2               | Antigua GFC             |                                                                             |                                                        |

## Bilan
| Équipe                         | Victoires |
| CSD Municipal                  | 31 (1943, 48, 51, 55, 64, 66, 70, 73, 74, 76, 87, 89, 90, 92, 94, Clau. 00, Aper. 00, Aper. 01, Clau. 02, Aper. 03, Aper. 04, Clau. 05, Aper. 05, Clau. 06, Aper. 06, Clau. 08, Aper. 09, Clau. 10, Aper. 11, Clau. 17, Aper. 19) |
| Comunicaciones FC              | 31 (1957, 58, 60, 69, 71, 71, 72, 77, 79, 81, 82, 85, 91, 95, 97, 98, 99, Aper. 99, Clau. 01, Aper. 02, Clau. 03, Aper. 08, Aper. 10, Clau. 11, Aper. 12, Clau. 13, Aper. 13, Clau. 14, Aper. 14, Clau. 15, Clau. 22)             |
| Aurora FC                      | 8 (1965, 67, 68, 75, 78, 84, 86, 93) |
| Xelaju MC                      | 6 (1962, 80, 96, Clau. 07, Clau. 12, Clau. 23) |
| Antigua GFC                    | 4 (Aper. 15, Aper. 16, Aper. 17, Clau. 19) |
| Tipografía Nacional            | 3 (1944, 45, 53) |
| Deportivo Guastatoya           | 3 (Clau. 18, Aper. 18, Aper. 20) |
| CD Jalapa                      | 2 (Aper. 07, Clau. 09) |
| Deportivo Suchitepéquez        | 2 (1983, Clau. 16) |
| Cobán Imperial                 | 2 (Clau. 04, Aper. 22) |
| Santa Lucía Cotzumalguapa (es) | 1 (Clau. 21) |
| Deportivo Malacateco           | 1 (Aper. 21) |

## Records

### Joueurs
Plus grand nombre de buts marqués par un joueur dans le championnat guatémaltèque:
| Rang | Joueur            | Nb de buts |
| 1    | Juan Carlos Plata | 360 buts   |
| 2    | Israel Silva      | 174 buts   |
| 3    | Edwin Westphal    | 158 buts   |
| 4    | Mario Acevedo     | 147 buts   |
| 5    | Edgar Arriaza     | 143 buts   |
| 6    | Freddy García     | 136 buts   |
| 7    | Rolando Fonseca   | 134 buts   |
| 8    | Julio Rodas       | 118 buts   |
| 9    | Rudy Ramírez      | 113 buts   |
| 10   | Johnny Cubero     | 112 buts   |

### Autres articles
- Fédération du Guatemala de football
- Coupe du Guatemala de football